# Eurema desjardinsii
Eurema desjardinsii é uma borboleta da família Pieridae, encontrada na África.
A envergadura é de 35-38 mm para os machos e 37-40 mm para as fêmeas. Os adultos voam durante todo o ano, dependendo das chuvas.
As larvas alimentam-se de Chamaecrista mimosoides e, provavelmente, Hypericum aethiopicum.

## Subespécies
- Eurema desjardinsii desjardinsi (Madagascar, Ilhas Comores)
- Eurema desjardinsii marshalli (Butler, 1898) (Quénia, África do Sul)